# 22 метка
22 метка (енгл. 22 Bullets; фр. L'Immortel — „Бесмртни”) француски је филм режисера Ришара Берија. Радња се врти око дела животне приче Жакија Ембера, а заснована је на роману L'Immortel (2007) аутора Франса-Оливјеа Жизбера. Снимање је почело 23. фебруара 2009. године у Марсељу, почетком априла 2009. у Авињону, те наредних 8 недеља настављено у Паризу.

## Радња
Пре три године, мафијашки бос Шарли Матеј одлучио је да се пензионише. Посао је оставио старом пријатељу Тонију Закији, од када живи мирно — посвећен супрузи и двоје деце. Прошлост га сустиже када упада у заседу осам плаћених убица у подземној гаражи, који испуцају 22 метка у његово тело. Изненађујуће, он ипак преживи — жељан освете.
Ловећи оне који су га хтели убити, нађе се очи у очи са својом криминалном прошлошћу — уз опасност која му прети породици. Покуша да идентификује одговорне, тако да се не пролива крв. Ова „слабост” се, међутим, искористи; његов пријатељ Карим бива брутално убијен од истих људи. Матеј се куне да ће се осветити и одлази у потрагу за главним нападачима. Посећује плаћене убице који славе рођендан једног од њих и што су се решили непријатеља, и то за време Каримове џеназе; саопштава им да ће их све побити — једног по једног, ма где се налазили — а потом убија слављеника.
Мари Голдман је полицајка која истражује напад у подземној гаражи. Њен муж, који је такође био полицајац, убијен је на дужности; кривац никад није одговарао. Упркос мањку агилности својих надређених, она би желела да се рашчисти убиство њеног мужа.
Како би дошао до Закије, Матеј склапа договор с Голдмановом — која је подељена између дужности и кажњавања убица њеног мужа, за које она мисли да су управо Закијини људи. Полиција долази до USB драјва који садржи за Закију компромитујући материјал о преварама и прању новца. Матеј се коначно суочава са Закијом у његовој кући, где жели да га убије; полиција га омете и хапси и њега и Закију.
На крају, Матеја пуштају услед недостатка доказа за оптужбу. Голдманова је раније у филму Матеју открила да је један од 8 атентатора намерно промашивао током пуцњаве у подземној гаражи. Матеј схвати да је у питању његов пријатељ и адвокат ког је Закија приморао да учествује на задатку; ипак му опрашта, након што га одведе у исту подземну гаражу и испуца и неколико метака поред њега да би били квит. Филм завршава с Матејем и његовом породицом како шетају на плажи. Чује се Матејев глас како говори да је напустио прошлост и да све што је он икада хтео јесте да проводи што више времена с породицом. Такође каже да се више неће морати освртати пошто је коначно завршио с прошлошћу. Како сви одлазе, он ипак баци поглед преко рамена — порука да је немогуће побећи од криминалне прошлости.

## Постава
- Жан Рено — Шарли Матеј
- Кад Мерад — Тони Закија
- Жан-Пјер Дарусен — Мартен Бодинар
- Марина Фоа — Мари Голдман
- Џоестар — Пистација
- Ришар Бери — Орелио Рамполи
- Венантино Венантини — Падовано
- Клод Жансак — мдм. Фонтароса
- Жосефин Бери — Ева Матеј
- Макс Бесет де Малглев — Анатол Матеј
- Катрин Сами — Стела Матеј
- Муса Маскри — Карим
- Гијом Гуи — Морвелу

## Саундтрек
1. Mom
2. La Tosca: E Lucevan Le Stelle
3. La Tosca: E Lucevan Le Stelle
4. Assassination flasback
5. La Bohème
6. La Bohème
7. Mrs Buterfly
8. Harbor Warehouse
9. Rigoletto: Tutte le feste al tempio
10. Karim killed
11. Birthday killing
12. Motorcycle chase
13. Charly interrogation
14. Rabau killing
15. Charly's plan
16. Saving Anatole – Part 1
17. Saving Anatole – Part 2
18. Kitchen fight
19. Final interrogation
20. Parking
21. Scena V. "O Cielo Gusto" N. 14 – Scena ed Aria
22. Immortal